# Tachyon: The Fringe
 (janvier 2025).
Si vous disposez d'ouvrages ou d'articles de référence ou si vous connaissez des sites web de qualité traitant du thème abordé ici, merci de compléter l'article en donnant les références utiles à sa vérifiabilité et en les liant à la section « Notes et références ».
Tachyon: The Fringe  (littéralement Tachyon : La Bordure) est un jeu vidéo de combat spatial développé et publié en 2000 par la société Novalogic. Tachyon est la création d'un programmeur vétéran au sein de Novalogic : Randy Casey. Avant Tachyon, Randy fut le pionnier de deux autres titres pour Novalogic : F-35 Lightning II et F-22 Raptor.
Tachyon: The Fringe est accessible via GameTap (États-Unis et Canada uniquement).
L'acteur Bruce Campbell prête sa voix au personnage principal et héros Jake Logan.

## Trame
L'action de Tachyon: The Fringe se situe au XXVIe siècle, alors que l'humanité a quitté la Terre pour aller à la conquête de l'espace lointain et a de nombreux caractéristiques du genre space opera. Le Système de Sol est un endroit de paix relative placée sous la protection d'une force de police connue sous le nom de Star Patrol. Cette paix n'est perturbée que par les conflits entre mégacorporations rivales qui entretiennent leurs propres armées et se disputent farouchement le contrôle des marchés et des ressources.
Il existe toutefois, la « Fringe », constituée par l'ensemble de l'espace échappant à la juridiction directe de Sol. À l'exception d'un poste avancé dans la Région du Hub, Star Patrol n'y exerce aucune présence officielle. Les corporations, les bandes de pirates ou mercenaires, les colons Bora, et les dénommés « barons des astéroïdes » y sont en lutte permanente pour assurer leur suprématie les uns sur les autres.

## Système du jeu

### Modes de jeu
Le jeu se décompose en deux modes de jeu. D'une part, le mode un joueur qui suit la trame d'un scénario général offrant de nombreuses variantes ainsi que le choix d'alliance en cours de route avec l'une des deux principales factions antagonistes de l'univers de Tachyon. Dans ce mode, le joueur choisit ses missions à partir d'un tableau des missions disponibles propre à chaque station spatiale. Certaines missions présentent un caractère neutre vis-à-vis de la trame du récit. Quoi qu'il arrive, l'histoire finit toujours par atteindre un point décisif au terme duquel le joueur devient définitivement le collaborateur de l'une des deux factions et accède à des missions spécifiques.
D'autre part, le mode multijoueur, qui se subdivise à son tour en deux catégories. Un match à mort en arène dans lequel le joueur doit maximiser son score personnel en cumulant les victoires et en minimisant les défaites. et une guerre des bases où deux équipes s'affrontent pour détruire de la base adverse. Dans ce mode, les deux camps s'affrontent pour atteindre en premier le niveau technologique maximum ce qui permet d'obtenir la seule arme capable de détruire le cœur vital de la base adverse et ainsi remporter la partie. En début de partie, le joueur dispose de l'équipement minimal pour son type de vaisseau. Il peut modifier et améliorer ses équipements au fur et à mesure que son équipe gagne des niveaux en technologie.
Le mode multijoueur se joue soit en réseau local (IPX) soit sur internet (TCP et UDP / IP). Les parties se déroulent soit sur un des serveurs de NovaLogic ou sur un des serveurs ouverts par les utilisateurs, lesquels peuvent être restreints d'accès par un mot de passe si l'hôte le désire (parties privées).

### Contrôles de vol
Tachyon s'appuie sur un modèle physique non-newtonien. Pour chaque vaisseau spatial, il existe une vitesse maximum directement liée à la puissance de propulsion couramment exercée par ses moteurs. Il est toutefois possible de débrayer toute propulsion et de se laisser « glisser » à vitesse constante alors que le vaisseau peut pivoter sur lui-même pour tirer sur les adversaires qui le poursuivent par exemple.  Une combinaison adroite de la post-combustion et de la glisse permet au joueur de conserver sur une longue durée (sans pouvoir toutefois changer notablement de direction) une vitesse supérieure à celle qui autrement lui serait possible.

### Bases spatiales
Il y a plusieurs bases spatiales dans l'univers de Tachyon qui servent de point de réapprovisionnement et de réparation (il existe plusieurs dizaines de bases détenues par différentes factions). En plus des primes de contrat, le joueur peut également gagner des crédits (unité monétaire) en y revendant certains des différents objets collectés lors des missions. Le joueur est informé à chaque fois qu'une base est intéressée par l'un des articles présents dans son inventaire. Selon la base, le joueur peut entrer dans le hangar ou encore s'arrimer à l'une de ses plates-formes d'atterrissage.
Dans Tachyon, les stations spatiales sont conçues avec un sens précis des rapports d'échelles et sont ainsi les structures les plus imposantes et les plus puissamment armées. Il est impossible pour un joueur de détruire une base spatiale. Elles peuvent uniquement être détruites à l'occasion d’événements particuliers déclenchés à l'occasion des missions. Il est toutefois possible de détruire les armements et centrales énergétiques de certaines bases de manière à les rendre inutilisables.

### Armes
Différents types d'armement sont disponibles et peuvent être approvisionnés dans les bases spatiales et peuvent équiper n'importe quel vaisseau. Les deux principales factions du jeu, la Galactic Spanning Corporation (Galspan) et les Colonies Bora (Bora) ont chacune leurs propres systèmes d'armements. L'armement Galspan est usuellement puissant, mais avec une faible cadence de tir et comprend des missiles à guidage automatique alors que l'armement Bora est en général moins puissant, sans guidage, mais avec une cadence de tir rapide. Certaines armes ne sont disponibles que dans le mode solo.

### Équipements
Le choix des vaisseaux spatiaux disponibles au joueur est varié allant du lent bombardier lourd à grande capacité d'emport et puissamment blindé jusqu'à l'agile chasseur ultra, mais à la coque fragile et ne disposant que d'un nombre très réduit d'emports. Le joueur dispose de deux types d'équipements pour personnaliser et améliorer ses vaisseaux.
Le premier type est constitué des armes. Celles-ci comprennent par exemple des lasers, des torpilles et des armes plus exotiques tels que les sapeurs, le faisceau tracteur, le projecteur électromagnétique ou encore le système Corona.
Le second type est constitué par les différents systèmes matériels embarqués sur le vaisseau. La post-combustion, le radar amélioré ou le bouclier intelligent sont autant d'exemples. Certains équipements tels les vecteurs de poussée latérale ne sont  disponible qu'en mode multijoueur où leur utilisation représente un avantage majeur en phase de combat.

### Équipiers
Il est possible d'embaucher ces joueurs I.A. pour la réalisation des différentes missions (à l'exception des quelques rares qui excluent ce type de soutien). En contrepartie d'une prise en charge fixe et d'un pourcentage sur les gains à venir, ils mettent leurs services de pilote à disposition. Chaque pilote a son propre vaisseau, ses propres équipements, aptitudes et tarifs. Les pilotes les plus chers sont ceux qui ont tendance à avoir les meilleurs équipement et aptitudes. Il n'est pas possible de les diriger directement, mais il est néanmoins possibles de leur donner des ordres élémentaires parmi les six suivants : 
- Attaquer la cible
- Escorter la cible
- Mettre hors service la cible
- Suis-moi
- Couvre-moi
- Rentre à la base

Leur capacité à obéir et à satisfaire les ordres dépendent de leurs aptitudes, mais aussi de leur personnalité. Si certains pilotes aident le joueur en toutes circonstances, d'autres, par leur comportement ou aptitudes pourront faillir à assurer le succès d'une mission. D'autres encore peuvent complètement ignorer les ordres, voire contribuer à l'échec d'une mission. Les équipiers sont automatiquement libérés dès lors que toutes les conditions d'achèvement des missions sont satisfaits.
Les équipiers peuvent être tués en cours de mission auquel cas ils ne sont plus disponibles pour des missions ultérieures (à l'exception des robots JASPer).

## Accueil
- Gamekult : 7/10[4]